# Borz
Borz – wieś w Rumunii, w okręgu Bihor, w gminie Șoimi. W 2011 roku liczyła 196 mieszkańców.